# HD213220
HD213220 — хімічно пекулярна зоря спектрального класу A2, що має видиму зоряну величину в смузі V приблизно  6,9.
Вона  розташована на відстані близько 377,5 світлових років від Сонця.